# Arachnocephalus vestitus
Arachnocephalus vestitus is een rechtvleugelig insect uit de familie Mogoplistidae. De wetenschappelijke naam van deze soort is voor het eerst geldig gepubliceerd in 1855 door Costa.